# Mushi-Uta
Mushi-Uta (яп. ムシウタ Мусиута) — Серия ранобэ, написанна автором Ивай Кёхэй, с иллюстрациями Руро и Сейджуро Миз. Впервые появилась в 2003 году. Существует также серия коротких рассказов под названием «Mushi-Uta bug», которая публикуется в журнале «Sneaker». Адаптация манги c иллюстрациями Сейджуро Миз, которая была опубликована в журнале Shōnen Ace. Анимационный телесериал, написанный по сценарию Рэйко Ёсиды и срежиссированный Казуо Сакаи и Асари Фудзиаки, выходил в эфир с 6 июля 2007 года по 5 октября 2007.

## Сюжет
История переносит нас в ближайшее будущее. Десятью годами ранее, странные, подобные насекомым существа, известные как "Mushi", начали появляться. Mushi потребляют мечты народов и мысли взамен сверхъестественных способностей. Однажды, главный герой Дайске ("Какко") сталкивается с молодой девочкой по имени Сиика, так эти двое стали весьма близки. Однако, не информируя Какко, через 4 года Сиика убежала из секретной тюрьмы известной как САД. Военная сила САДА, Специальный Офис Исполнителя Сохранения Окружающей среды, посылает самого сильного убийцу, чтобы найти лидера организации сопротивления, во главе "Ladybird".

## Персонажи
Дайсукэ Ксурия  (яп. 薬屋 大助 Кусурия Дайсуки) / Какко  (яп. どうやって Како)- Главный герой, первого стрелкового класса, являющийся также легендой в S.E.P.B. Его псевдоним - "Какко". 4 года назад, он стрелял в Сиики, и обещал при следующей встрече напомнить ей её мечту. Также, у него есть сестра Чихару, и семья, их местонахождение в настоящее время неизвестно. Его перевели в школу, где предположительно скрывается лидер Мушибане. Его насекомое усиливает пистолет, который он носит с собой. Чем сильнее он стреляет, тем большее количество его мечтаний, или энергии поглощается.
Анмото Сиика (яп. 杏本 詩歌 Анмото Схиика) - Первый класс неизвестного типа, такой статус ей дали в S.E.P.B. Её насекомое, " Зимний Светлячок ", был убит Дайсукэ 4 годами до основной истории. После того, как она восстановила ее воспоминания и эмоции, она сбежала из САДА, и была найдена Дайсукэ, который влюбился в неё с первого взгляда, не подозревая, что она Фуюхотару. Её насекомое 
создаёт странное сияние, подобное яркому шару, а также способно причинять тяжелые повреждения с высокой скоростью. Кроме того, оно может создавать снежную бурю, которая убивает других насекомых.
Рина Тачибана (яп. 立花 利奈 Татибана Рина) / Леди (яп. レディ Рэди) - Относиться, как и Дайсукэ к первому стрелковому классу. Также она одноклассница Дайсукэ, и лидер Мушибан. После появления Сиики, она приглашает её к себе домой. Позже она влюбляется без памяти в Дайсукэ, не зная, что он Какку, также, не подозревая, о его чувствах к Сиики. Слушая Дайсукэ, она узнаёт, что она напоминает ему его старшую сестру. Её насекомое это гигантский леди-жук "Нанахоси". Она способна передвигаться на Нанахоси, и даже летать на нём.
Кейго Хаджи  (яп. 土師 圭吾 Хадзи Кэйго) - Лидер S.E.P.B в городе Оука. Спасение жизни его сестры, это его мечта, о которой знает только он и Дайсукэ. Каким то образом его мечты поглощаются не его жуком, возможно, этим он спасает свою сестру. Предпринимает все меры предосторожности, чтоб об этом не узнали. Позже использовал запись специального шума в разговоре с Дайсукэ. Два раза был спасён Дайсукэ.
Токо Горомару  (яп. 五郎丸 柊子 Горомару Токо) - Является секретарём Хаджи. Она главным образом поднимает настроение Хаджи и Какко.
Азуса Хоридзаки  (яп. 堀崎 梓 Хоризаки Азуса) / Минмин  (яп. ミンミン Минмин) -  Двойной агент, работающий и для Хаджи и для Мушибанэ. Её истинное намерение состоит в том, чтобы нанести поражение Какко и получить его место правой руки у Хаджи, в которого она влюблена. Также она является представителем пятого стрелкового класса, и её насекомое шпионит в виде цикады, а также используется за место прослушивающего устройства. Оно также имеет способность стрелять маленькими лазерами, + так или иначе предоставляет МинМин способность летать и плавать. Позже она погибла от руки убита Сиики. Последними словами была просьба к Сиике позаботиться о Хаджи.

## Медия

### Манга
Адаптация ранобэ в виде манги c иллюстрациями Сейджуро Миз, была опубликована в журнале Shōnen Ace с 26 марта 2007 года по 26 октября 2007 года.

### Аниме
Премьера экранизации состоялась с 6 июля 2007 года по 5 октября 2007 года. Производством занималась Zexcs совместно с Beat Frog, под руководством режиссёров Сакай Кадзуо и Асари Фудзиаки, по сценарию Рэйко Ёсида, музыкальное сопровождение написали композиторы, Фудзита Дзюмпэй, Куросу Кацухико и Сато Хироми, а за дизайн персонажей отвечал Цунаки Аки.  Премьера состоялась на телеканале WOWOW. Трансляция во всех странах мира проходила на сервисе Crunchyroll.
Начальная тема:
«Mushi-Uta» — исполняет Акатцуки
Завершающая тема:
«Sayonara» — исполняет Хироми Сато
| Список серий | Список серий                            | Список серий        |
| № серии      | Название                                | Трансляция в Японии |
| ------------ | --------------------------------------- | ------------------- |
| 1            | The Beginning of the Dream «夢ノ始マリ» |                     |
| 2            | The Dream's Bond «夢ノ絆»               |                     |
| 3            | Prisoners of the Dream «夢ノ虜タチ»     |                     |
| 4            | Crushed Dream «砕ケ散ル夢»              |                     |
| 5            | A Chance Meeting of Dream «巡リ会ウ夢»  |                     |
| 6            | «狙ワレタ夢»                            |                     |
| 7            | Targeted Dream «夢ノ迷路»               |                     |
| 8            | Unfulfilled Dreams «見果テヌ夢»         |                     |
| 9            | Fragment of Dreams «夢ノ欠片»           |                     |
| 10           | Passing Dreams «スレ違ウ夢»             |                     |
| 11           | Endless Dream «終ワラナイ夢»            |                     |
| 12           | Dreaming Firefly «夢ミル蛍»             |                     |

## Терминология
Насекомые - Таинственные паразиты, которые появились десять лет назад. Кормятся мечтаниями от хозяина человека и дают сверхъестественные способности в обмен. Во время взросления убивают хозяина (при этом становясь на порядок сильнее).
Хозяева - Те, кто заражены муши. От силы духа хозяина зависит, сколько времени муши будет подчиняться ему.
Фаллен - Те, чьи муши были уничтожены. Упавшие. Они теряют их мечты, воспоминания, эмоции и у них нет воли. Могут по приказу убить себя. Возможно восстановление их разума и муши.
S.E.P.B - Организация, также известная как Специальное Бюро Сохранения Окружающей среды, является организацией, установленной правительством, которое ищет Хозяев, для вербовки против других Хозяев, чтобы в итоге уничтожить прародителей муши.
Мушибанэ - Сила сопротивления, состоящая из Хозяев, борющихся против SEPB ради свободы. Ничего не знают о прародителях муши.
САД - Сверхсекретное строение, созданное правительством, чтобы изолировать Фаллен.
Троица прародителей - Три таинственных прародителя. Так очевидно, что каждый, кто стал хозяином, столкнулся с одним из них перед появлением у него муши. Нейтрализация этих индивидуумов - высшая цель SEPB. Позже показали, что истинная цель Оригиналов состоит в том, чтобы есть мечты от других хозяев. Пока единственный оригинал появился, "Ненасытная", женщина, кто имеет гигантскую моль как mushi, которая может производить меньшие версии себя, чтобы есть мечты от других хозяев.

## Примечание
1. ↑  ムシウタ Dreamer's hopeless and intense desire. (неопр.). Media Arts Database. Agency for Cultural Affairs. Дата обращения: 24 сентября 2018. Архивировано из оригинала 24 сентября 2018 года.